# Rosa Zemborain
Rosa Bengolea Ocampo de Zemborain (Buenos Aires, 12 de enero de 1925 - 13 de julio de 2025) fue una productora, traductora, ambientadora y diseñadora de vestuario argentina.

## Biografía
Hija de Juan Carlos Bengolea Arning y de Rosa Ocampo Aguirre (hermana de Silvina Ocampo y Victoria Ocampo) se casó con Alfredo Zemborain Dose. Su prima hermana era la productora y directora de cine María Luisa Bemberg.
En los años 1970, fundó junto a la empresaria Tita Tamames, la compañía "Tamames-Zemborain" que produjo La tregua de Sergio Renán sobre el libro de Mario Benedetti, primer filme argentino que obtuvo una candidatura al Premio Óscar.
Produjo varias obras en el Teatro Blanca Podestá de Buenos Aires como La señorita de Tacna de Mario Vargas Llosa, el musical Drácula, el musical y La mujer del año con Susana Giménez en 1983 en el Teatro Maipo.
Como ambientadora y figurinista en el Teatro General San Martín de Buenos Aires realizó entre 1990 y 1994, Los días felices (Beckett) con Alfredo Alcón, Noche de reyes de William Shakespeare y El caballito soñado.
Tradujo del francés al castellano Los Cenci de Antonin Artaud en una edición bilingüe de la Fundación Victoria Ocampo, 2005. Edición nominada a Premios Teatros del Mundo 2006/2007.
Fue madre de cinco hijas destacándose la poetisa y crítica literaria Lila Zemborain y la artista plástica Claudia Zemborain.

## Cine
Producción
- Las sorpresas (1975)
- La tregua (1974)

Vestuario
- El impostor (1997)
- Pobre mariposa (1986)
- El poder de las tinieblas (1979)
- Las sorpresas (1975)
- La tregua (1974)
- La revolución (1973)
- La malavida (1973)
- Vení conmigo (1972)
- Heroína (1972)

Ambientación
- Pobre mariposa (1986)
- La tregua (1974)
- La revolución (1973)
- Vení conmigo (1972)

Escenografía
- Gracias por el fuego (1984)
- Las sorpresas (1975)
- La malavida (1973)
- Crónica de una señora (1971)